# Kecamatan Jabung (distrikt i Indonesien, Lampung)
Kecamatan Jabung är ett distrikt i Indonesien.   Det ligger i provinsen Lampung, i den västra delen av landet, 160 km nordväst om huvudstaden Jakarta.